# Bradypterus accentor
Bradypterus accentor là một loài chim trong họ Locustellidae.

## Hình ảnh

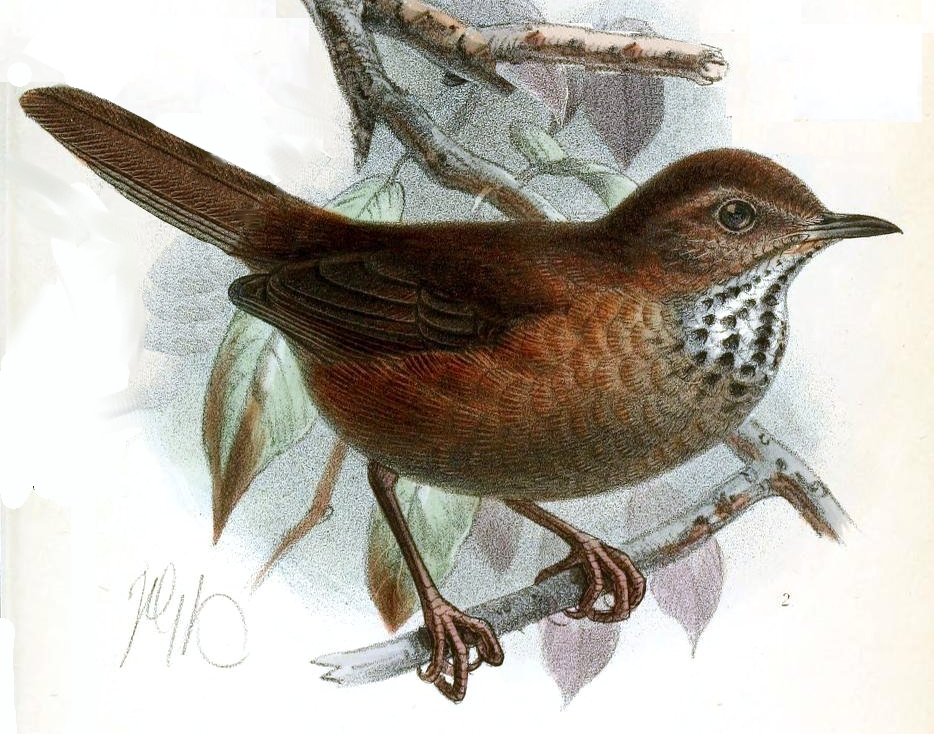
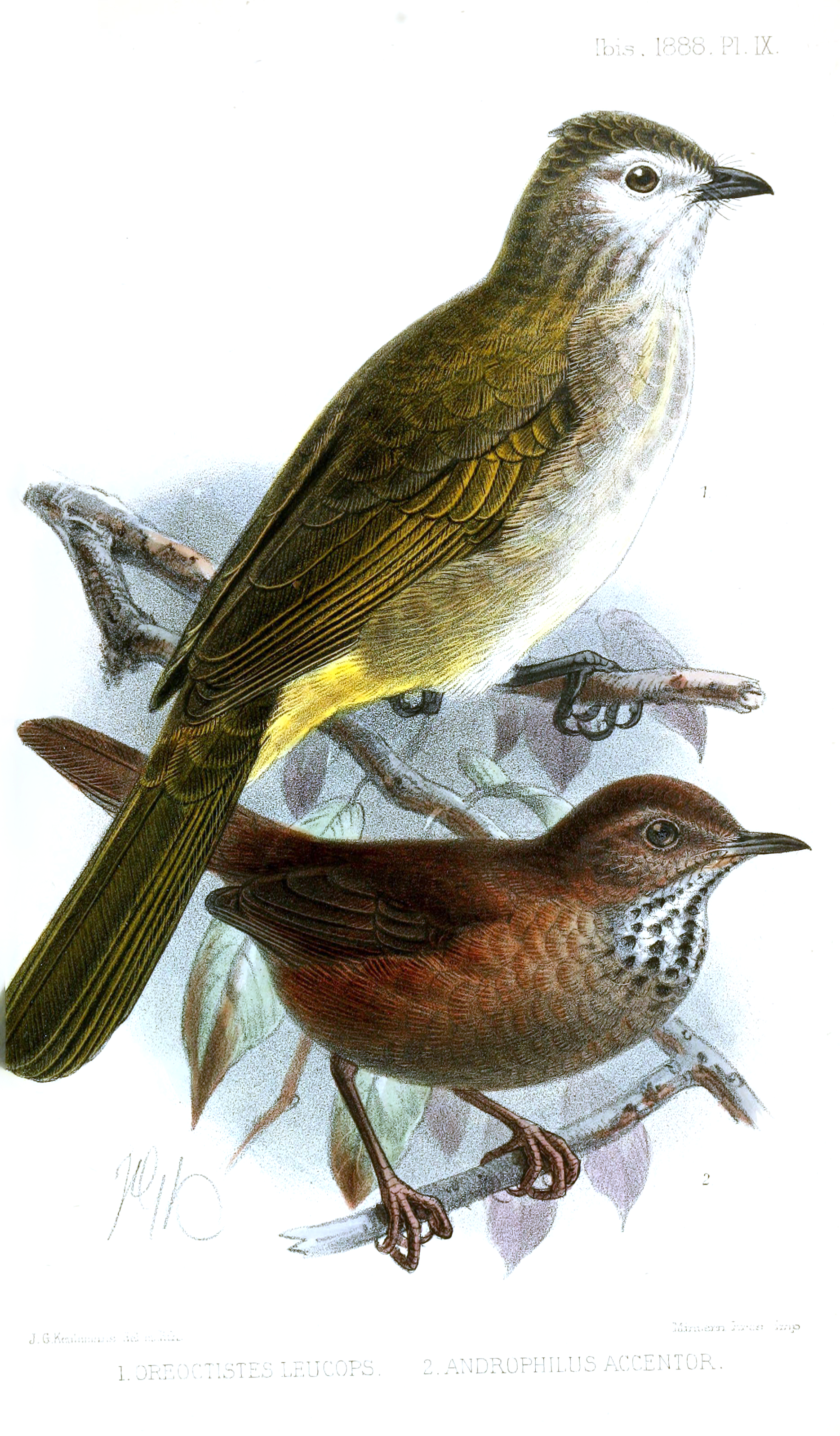